# Gisselmosjön
Gisselmosjön är en sjö i Gävle kommun och Sandvikens kommun i Gästrikland och ingår i Dalälvens huvudavrinningsområde. Sjön har en area på 0,129 kvadratkilometer och ligger 64 meter över havet.

## Delavrinningsområde
Gisselmosjön ingår i det delavrinningsområde (670101-156052) som SMHI kallar för Mynnar i Ålboån. Medelhöjden är 65 meter över havet och ytan är 21,21 kvadratkilometer. Räknas de 2 avrinningsområdena uppströms in blir den ackumulerade arean 50,63 kvadratkilometer. Getbroån som avvattnar avrinningsområdet har biflödesordning 3, vilket innebär att vattnet flödar genom totalt 3 vattendrag innan det når havet efter 72 kilometer. Avrinningsområdet består mestadels av skog (63 procent) och sankmarker (23 procent). Avrinningsområdet har 1,01 kvadratkilometer vattenytor vilket ger det en sjöprocent på 4,7 procent.